# Các vụ thảm sát dưới chế độ cộng sản
Những vụ thảm sát (hay tàn sát, giết người hàng loạt hoặc thanh trừng chính trị) đã xảy ra tại một số quốc gia vào thế kỷ 20 và 21 dưới chế độ Cộng sản. Các vụ thảm sát này chủ yếu là những vụ thanh trừng nhằm loại bỏ đối thủ chính trị, cải cách ruộng đất, nội chiến, khủng bố và một phần là do bệnh tật, chiến tranh, nạn đói và những vụ xử tử trong trại lao động. Một số học giả cho rằng những sai lầm trong quan điểm chính trị và chính sách của chính quyền cộng sản là nguyên nhân chủ yếu dẫn đến những vụ giết người, thường được định nghĩa là "giết người thảm sát" (democide), "thanh trừng chính trị" (politicide), "thanh trừng giai cấp" (classicide), hay tội diệt chủng (genocide). Số lượng nạn nhân bị giết được ước tính lên đến hàng chục triệu, tùy theo nhiều nguồn khác nhau. Trong cuốn sách Le Livre noir du communisme, nhà sử học Martin Malia ước tính rằng có khoảng 85 đến 100 triệu người đã bị giết dưới chế độ Cộng sản vì nhiều lý do khác nhau, trong đó tính riêng tại Việt Nam thời Dân chủ Cộng hòa có khoảng 100.000 người bị giết do bị xử oan trong cuộc Cải cách ruộng đất tại miền Bắc Việt Nam.
Tính đến nay, số lượng nạn nhân chính xác vẫn chưa được tiết lộ do sự che giấu của chính quyền các quốc gia, bao gồm cả các quốc gia cộng sản. Tại Liên Xô dưới thời Lenin và Stalin, ước tính đã có hơn 300.000 đến 600.000 nạn nhân do các cuộc Khủng bố Đỏ (Красный террор) và Đại thanh trừng (Большой террор). Tại Cộng hòa Nhân dân Trung Hoa thời Mao Trạch Đông, chiến dịch kinh tế Đại nhảy vọt đã khiến từ 18 đến 45 triệu người chết, và cuộc Cách mạng văn hóa đã khiến cho hàng nghìn người trở thành nạn nhân của cuộc thanh trừng chính trị tại Trung Quốc. Ngoài ra, hơn 2 triệu người đã bị giết tại Campuchia dưới chế độ Khmer Đỏ. Ước tính số người chết rất khác nhau: Benjamin Valentino, Phó Giáo sư tại Dartmouth College, trích dẫn ước tính con số này của ba quốc gia là từ 21 triệu lên tới 70 triệu người  Những cuộc đàn áp chính trị và tàn sát với quy mô nhỏ hơn diễn ra ở Bắc Triều Tiên, Việt Nam, một số nước Đông Âu và các nước châu Phi.

## Định nghĩa

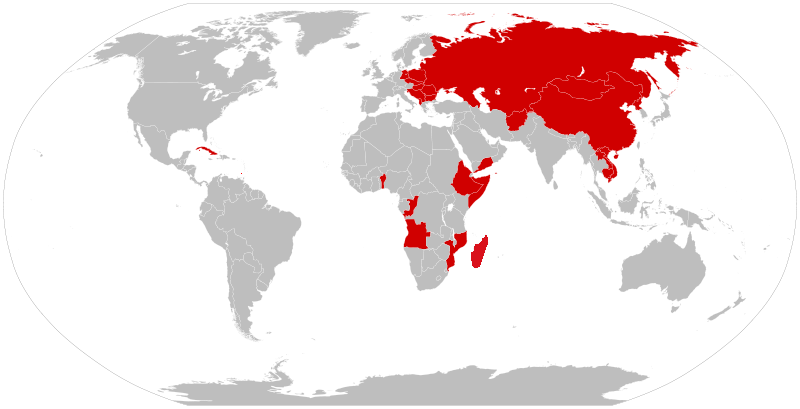
Các quốc gia theo chế độ cộng sản năm 1979–83, giai đoạn mà số lượng quốc gia cộng sản đạt mức cao nhất, tuy sau này đã bị suy thoái

Các quốc gia theo chế độ cộng sản trong lịch sử là những quốc gia được định nghĩa đi theo đường lối xã hội chủ nghĩa theo các quan điểm chính trị của Karl Marx và Lenin (chủ nghĩa Marx-Lenin), Mao Trạch Đông (chủ nghĩa Mao) hay Stalin (chủ nghĩa Stalin).
Những vụ giết người có chủ đích mà không phải do chiến tranh dưới chế độ cộng sản đã được ghi nhận lại. Nhiều thuật ngữ đã được sử dụng để mô tả những vụ giết người trên, cụ thể bao gồm:
- Diệt chủng (Genocide)[10]
- Thanh trừng chính trị (Politicide)[12]
- Giết người thảm sát (Democide)[13]
- Tội ác chống lại nhân loại (Crime against humanity)[14]
- Thanh trừng giai cấp (Classicide)[15]
- Khủng bố (Terror)[11]
- Giết người hàng loạt (Mass killings)[16]
- Communist Holocaust hay Red Holocaust[17] — nôm na có nghĩa là "Thảm họa Cộng sản", lấy cảm hứng từ Holocaust — vụ tàn sát người Do Thái trên lãnh thổ Phát xít Đức

## So sánh với chế độ tư bản
Nhà sử học gốc Do Thái Daniel Goldhagen kết luận rằng chế độ cộng sản thế kỷ 20 "đã giết hại nhiều người như bất cứ chế độ nào khác." Các học giả khác trong lĩnh vực nghiên cứu về cộng sản như Steven Rosefielde, Benjamin Valentino và R.J. Rummel cũng có những kết luận tương tự. Rosefielde khẳng định rằng "Thảm họa Cộng sản" (Red Holocaust) đã gây ra cái chết cho nhiều người như Holocaust (cuộc tàn sát người Do Thái trên lãnh thổ phát xít Đức) và Tội ác chiến tranh Nhật Bản gây nên tại châu Á. Khi so sánh với chủ nghĩa tư bản, Rosefielde cũng nhận định: "dù không thể phủ nhận rằng chế độ tư bản đã tàn sát hàng  chục triệu người dân xứ thuộc địa trong thế kỷ 20 mà hầu hết là do bóc lột và nạn đói, cũng không thể bằng những vụ thanh trừng có chủ đích của chế độ cộng sản."

## Liên Xô (1922–1991)

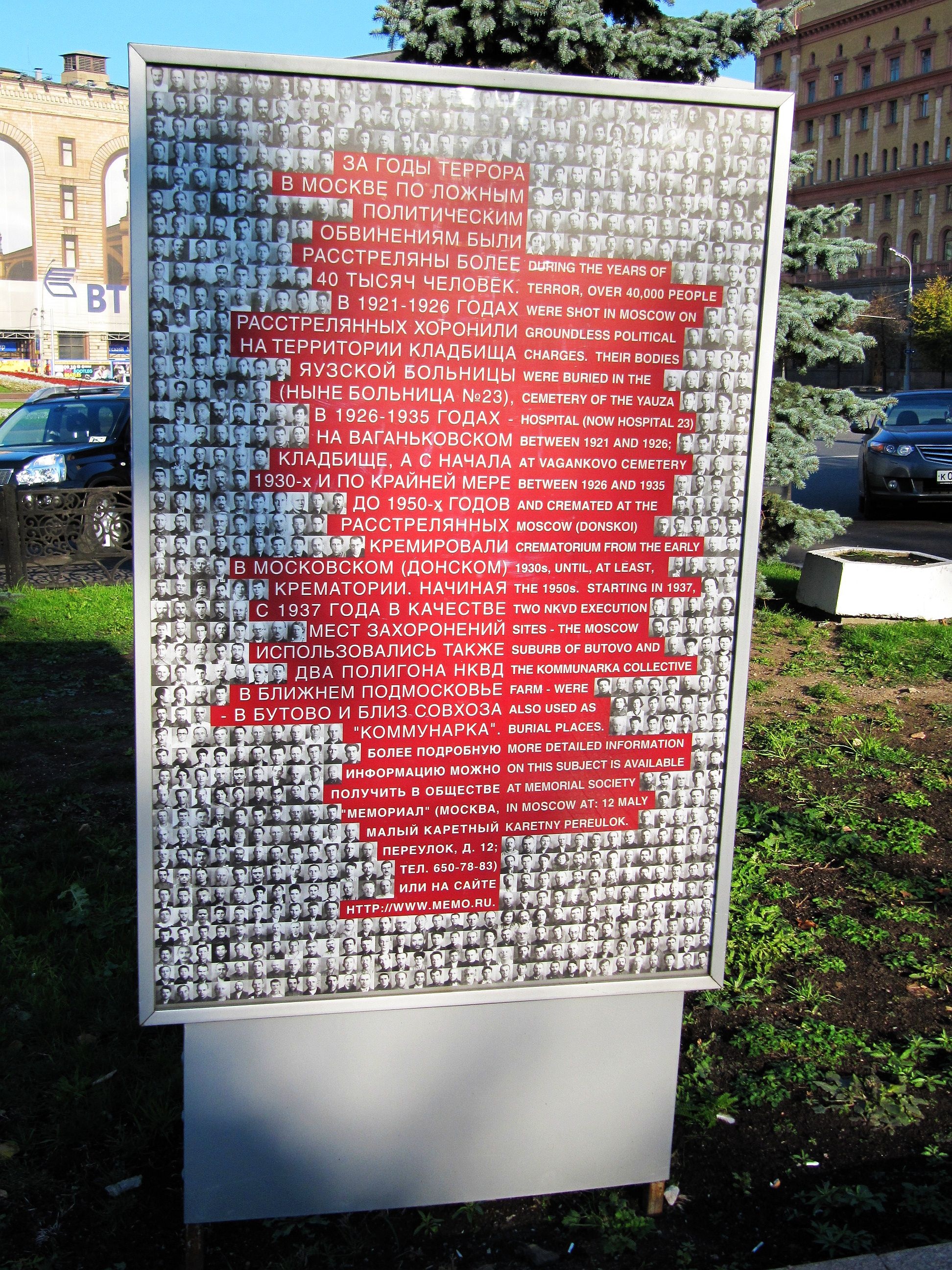
Biển tưởng nhớ 40.000 dân thường bị bắn chết tại Moskva, Nga trong "những năm kinh hoàng" thời Liên bang Xô Viết. Biển được dựng năm 1990.

Tổng thống Nga Medvedev viết trên blog của mình sáng 30 tháng 10, 2009, nhân dịp nước Nga kỷ niệm "Ngày Tưởng nhớ Ðàn áp Chính trị," phóng viên nhật báo BaLan, Gzeta Wyborcza, tại Moskva đưa tin. "Tôi tin rằng, tưởng nhớ về bi kịch của dân tộc cũng thiêng liêng như tưởng nhớ về chiến thắng. Không có lý do gì để biện giải cho sự đàn áp chính trị." Medvedev viết rằng, "Chúng ta chỉ cần nghĩ - hàng triệu người đã chết vì khủng bố cùng những cáo buộc dối trá. Cho đến ngày hôm nay, có thể thấy, những tổn thất to lớn trên được biện minh bằng những mục đích cao hơn của nhà nước. Tôi tin rằng, không có sự phát triển, sự thành công, và tham vọng nào của đất nước, có thể đạt được bằng cái giá của bi kịch và mất mát. Không gì có thể được đặt trên giá trị cuộc sống con người. Và không bất cứ sự biện minh nào cho sự đàn áp chính trị là có thể chấp nhận được."
Sau khi Liên Xô giải thể, bằng chứng từ các tài liệu lưu trữ của Liên Xô đã trở thành có sẵn, có chứa các hồ sơ chính thức của việc thực hiện khoảng 800.000 tù nhân dưới thời Stalin với một tội phạm chính trị hay hình sự, khoảng 1,7 triệu người chết trong trại cải tạo lao động của Liên Xô (gulag) và con số 390.000 ca tử vong trong quá trình tái định cư bắt buộc kulak - cho tổng số khoảng 2,7 triệu nạn nhân chính thức được ghi trong các loại này.
Ước tính về số người chết tại Liên Xô dưới sự thống trị của Stalin vẫn là chủ đề tranh cãi của các học giả nghiên cứu Liên Xô. Các kết quả được công bố thay đổi tùy vào các tiêu chí, phương pháp tính toán, ước tính và các tài liệu lịch sử. Một số nhà sử đưa ra nhiều số liệu khác nhau cho các giai đoạn lịch sử khác nhau của Liên Xô. Một số học giả, bao gồm chuyên gia viết tiểu sử Stalin Simon Sebag Montefiore, cựu thành viên  Bộ Chính trị Alexander Nikolaevich Yakovlev và Jonathan Brent của Đại học Yale, công bố số người chết vào khoảng 20 triệu người. Theo Stephen G. Wheatcroft, chế độ của Stalin có thể bị buộc tội gây ra "những cái chết có chủ đích" cho khoảng một triệu người, mặc dù số lượng người chết do "bỏ bê hình sự" và "sự khắc nghiệt" của chế độ là cao hơn đáng kể. Tuy nhiên, một số chính sách của chế độ Stalin, không chỉ giết hại những người Liên Xô mà còn giết hại cả những người ngoại quốc trong khu vực Đông Âu và Mông Cổ.
Adam Jones, học giả diệt chủng học cho rằng "có rất ít tài liệu ghi chép về việc thanh trừng trong giai đoạn 1917 khi những người đảng Bolshevik Liên Xô lên nắm quyền".

### Khủng bố Đỏ

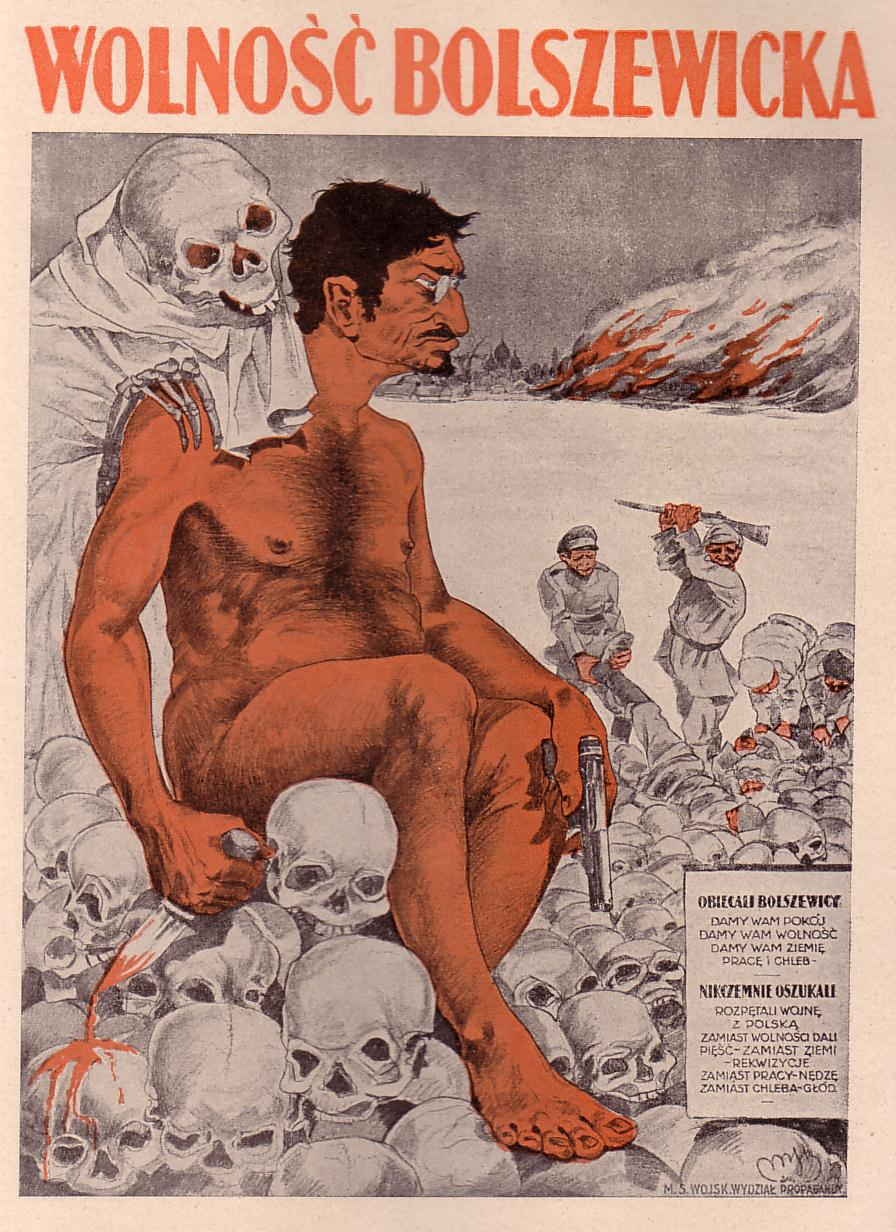
Bích chương tuyên truyền chống cộng tại Ba Lan trong cuộc chiến tranh Ba Lan—Nga những năm 1920. Tiêu đề lớn viết: "Tự do kiểu Bolshevik"

Trong thời gian nội chiến Nga, hai bên tung chiến dịch chống khủng bố (Hồng quân và Bạch vệ). Các khủng bố đỏ lên đến đỉnh điểm trong việc hành quyết tổng cộng của hàng chục ngàn "kẻ thù của nhân dân" bởi cảnh sát chính trị, các Cheka. Nhiều nạn nhân đã bị buộc trở thành "con tin của tư sản", bị vây bắt sẵn sàng để bị hành quyết trả thù cho bất kỳ hành động bị cáo buộc phản cách mạng  Nhiều người bị giết chết trong và sau khi đàn áp cuộc nổi dậy, chẳng hạn như các cuộc nổi loạn Kronstadt và cuộc nổi loạn Tambov. Giáo sư Donald Rayfield phát biểu rằng "chỉ riêng sự đàn áp các cuộc nổi loạn tiếp theo tại Kronstadt và Tambov dẫn đến hàng chục ngàn người bị hành quyết."  Một số lượng lớn các giáo sĩ Chính thống giáo cũng bị giết.
Các chính sách bài trừ người Cozak (decossackization) là nỗ lực của lãnh đạo Xô viết để "loại bỏ, tiêu diệt, và trục xuất toàn bộ các dân tộc chống đối khỏi lãnh thổ", theo Nicolas Werth. Trong những tháng đầu năm 1919, khoảng 10.000 đến 12.000 người Cozak đã bị hành quyết  và con số lớn hơn bị trục xuất sau khi làng mạc của họ bị phá hủy.

### Đại thanh trừng (Yezhovshchina)
Các nỗ lực củng cố địa vị của Stalin là lãnh đạo của Liên Xô dẫn đến sự leo thang trong bắt giữ và hành quyết nhiều người, lên tới cực điểm năm 1937-1938 (khoảng thời gian đôi khi được gọi là "Yezhovshchina", hay thời kỳ Yezhov), và tiếp tục cho đến khi Stalin chết năm 1953. Khoảng 700.000 trong số này đã bị tuyên án tử hình, những người khác thiệt mạng từ đánh đập và tra tấn trong khi bị "tạm giữ điều tra"  và trong các Gulag (trại cải tạo) vì đói, phơi nhiễm, bệnh tật và làm việc quá sức.
Các vụ bắt giữ thường được viện dẫn các luật về phản cách mạng, trong đó bao gồm việc không báo cáo các hành động mưu phản và, trong một sửa đổi luật năm 1937, không hoàn thành nhiệm vụ được giao. Trong các vụ điều tra của Cục An ninh Nhà nước của NKVD (GUGB NKVD) vào tháng 10 năm 1936 tới tháng 11 1938, ít nhất là 1.710.000 người đã bị bắt và 724.000 người bị hành quyết.
Về đàn áp giáo sĩ, Michael Ellman đã nói rằng. "... khủng bố chống lại giáo sĩ của Giáo hội Chính thống Nga và của các tôn giáo khác (Binner & Junge 2004) năm 1937 - 38 cũng có thể hội đủ điều kiện như là nạn diệt chủng"  Trích dẫn các tài liệu nhà thờ, Alexander Nikolaevich Yakovlev đã ước tính rằng hơn 100.000 linh mục, tu sĩ và nữ tu đã được bị hành quyết trong thời gian này. Phần lớn các nạn nhân là các cựu "kulaks" và gia đình của họ, với 669.929 người bị bắt và 376.202 bị hành quyết.

## Cộng hòa Nhân dân Trung Hoa

### Thời Mao Trạch Đông
Năm 1949, Đảng Cộng sản Trung Quốc do Mao Trạch Đông thành lập chính thức nắm quyền tại Trung Hoa đại lục sau cuộc nội chiến đẫm máu giữa Trung Hoa Quốc Dân Đảng và Đảng Cộng sản. Kể từ đó, khi Mao nắm quyền tại Trung Quốc từ 1949 đến 1976, các chính sách và chủ trương của Mao đã khiến cho hàng chục triệu người thiệt mạng; nhiều nhà sử học cho rằng dưới thời Mao đã có một cuộc diệt chủng và tàn sát quy mô lớn diễn ra trên Trung Quốc.

#### Cải cách ruộng đất và đàn áp những người phản cách mạng
Vụ tàn sát quy mô lớn đầu tiên tại Trung Quốc dưới thời Mao diễn ra trong cuộc cải cách ruộng đất và cuộc đàn áp những người phản cách mạng (thường là những người theo phe Đảng Quốc Dân). Trong một tài liệu xuất bản năm 1948, Mao Trạch Đông dự định rằng "một phần mười tá điền, địa chủ" (ước tính khoảng 50 triệu người) "cần phải bị loại bỏ" để cải cách ruộng đất. Trên thực tế, ít nhất một triệu người đã bị giết trong cuộc cải cách ruộng đất.
Cuộc đàn áp những người bị cho là "phản cách mạng" chủ yếu nhắm vào thành viên của Đảng Quốc Dân, vốn là phe đối lập của Đảng Cộng sản, và những quan chức bị tình nghi là "phản bội" lại Đảng Cộng sản. Ước tính đã có khoảng 712.000 đến 10 triệu người bị xử tử trong cuộc đàn áp đẫm máu. Hơn một triệu người bị đưa vào các trại cải tạo lao động và khoảng 1.200.000 người bị "theo dõi".

#### Đại nhảy vọt (1958–1961)

Một lượng lớn lao động chuyển từ sản xuất nông nghiệp sang sản xuất thép công nghiệp trong cuộc Đại nhảy vọt đã làm cho mùa màng thất bát, gây nên nạn đói lớn ở Trung Quốc khiến khoảng 20–46 triệu người chết (5% dân số)

"Đại nhảy vọt" là tên gọi của một kế hoạch cải tổ kinh tế và xã hội khởi xướng bởi Mao Trạch Đông cùng Đảng Cộng sản Trung Quốc từ năm 1958 đến năm 1961. Mục đích ban đầu của chiến dịch là biến Trung Quốc lúc bấy giờ từ một nước nông nghiệp trở thành một nước theo xã hội chủ nghĩa theo chiều hướng công nghiệp hóa và cải tổ nông nghiệp. Tham vọng của Mao lúc bấy giờ là có thể vượt qua nền kinh tế của Liên hiệp Anh và Hoa Kỳ trong vòng 15 năm. Rất nhiều kế hoạch đã được đề xuất, bao gồm các thử nghiệm của loại hình kinh tế theo kiểu hợp tác xã, tiến hành công nghiệp hóa và cải tổ tưới tiêu. Tuy vậy, các kế hoạch ban đầu không những không thành công, mà còn gây nên một thảm họa kinh tế cho Trung Quốc. Mặc dù những sáng kiến nông nghiệp không mấy sáng sủa nhưng thời tiết năm 1958 rất thuận lợi và mùa thu hoạch rất hứa hẹn được mùa. Chẳng may, số lượng lao động đã chuyển qua sản xuất thép và các dự án xây dựng công nghiệp, đồng nghĩa với việc mùa vụ bị bỏ bê không thu hoạch tại vài nơi.
Đại nhảy vọt được đa số mọi người, kể cả trong và ngoài Trung Quốc, coi là một thảm họa kinh tế mà ảnh hưởng của nó vẫn tác động lên Trung Quốc trong nhiều năm sau đó; nhiều người ví von nó với cái tên "Đại nhảy lùi". Những chính sách không đúng đắn, cùng với những điều kiện tự nhiên khắc nghiệt (lũ lụt, hạn hán) là nguyên nhân dẫn đến Nạn đói lớn ở Trung Quốc giai đoạn 1958-61. Theo nhiều nguồn thống kê khác nhau, số người chết do thiếu đói dao động từ 20 triệu đến 46 triệu (khoảng 5% dân số, tổng dân số Trung Quốc bấy giờ là 600 triệu), trở thành nạn đói khủng khiếp nhất lịch sử nhân loại. Ngoài chết đói, khoảng 2,5 triệu người bị tra tấn đến chết do phản đối những chính sách của Mao: "họ bị chôn sống hoặc đánh tới chết." Lần đầu tiên trong lịch sử Trung Quốc trong suốt 6 thế kỷ, dân số giảm đi một cách rõ rệt.
Trong những Đại hội Đảng năm 1960 và 1962 sau đó, Mao Trạch Đông đã bị chỉ trích trước Đại hội do những hậu quả mà Đại nhảy vọt để lại. Điều này đã khiến cho những đảng viên dung hòa như Lưu Thiếu Kỳ và Đặng Tiểu Bình được lợi và dành được quyền lực nhiều, và Mao bị mất đi tiếng nói. Chính điều trên đã khiến cho Mao khởi xướng cuộc cách mạng văn hóa năm 1966, một cuộc thanh trừng chính trị quy mô lớn cùng với giai đoạn hỗn loạn và vô chính phủ trên toàn lãnh thổ Trung Quốc, kéo theo hàng triệu người trở thành nạn nhân của cuộc bài trừ những đổi thủ chính trị của Mao, bao gồm cả Lưu Thiếu Kỳ và Đặng Tiểu Bình.

#### Cách mạng văn hóa (1966–1976)
Sau khi kế hoạch Đại nhảy vọt thất bại, Mao Trạch Đông dần mất đi tiếng nói trong Đảng Cộng sản. Để củng cố lại quyền lực, Mao khởi xướng cuộc cách mạng văn hóa năm 1966 với mục đích loại bỏ những "tư sản tự do" để tiếp tục cuộc cách mạng vô sản, đồng thời cũng loại bỏ những người bất đồng ý kiến với Mao, bao gồm các quan chức khác như Lưu Thiếu Kỳ và Đặng Tiểu Bình. Chính những vụ thanh trừng chính trị đã củng cố lòng trung thành của quân đội với Mao.

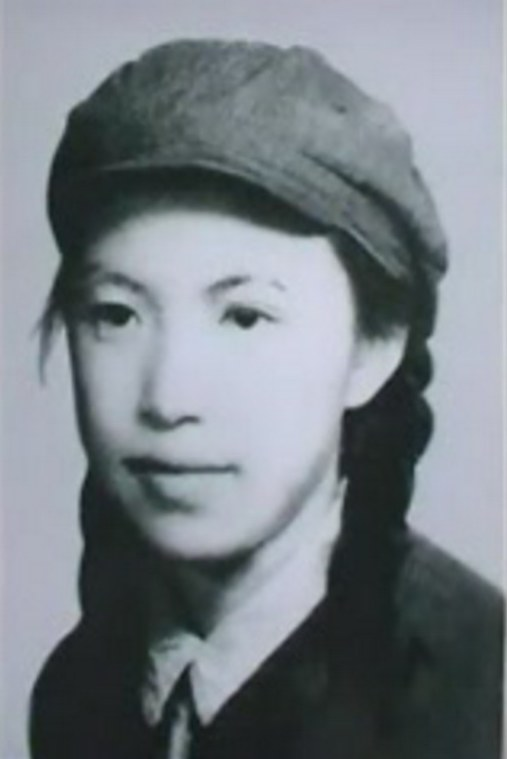
Cô Lâm Chiêu (林昭, Lin Zhao) là một nạn nhân nổi bật trong cách mạng văn hóa. Cô bị xử tử hình với tội danh "...phê phán Đảng Cộng sản vĩ đại của chúng ta và Chủ tịch Mao Trạch Đông vĩ đại..."

Hàng triệu người Trung Quốc đã bị hành hình trong giai đoạn hỗn loạn và vô chính phủ của cuộc cách mạng văn hóa. Những người bị cho là gián điệp, "phản bội", "tư sản" hay những tầng lớp địa chủ và tá điền là nạn nhân của những vụ tử hình trước công chúng, đánh đập đến chết, tra tấn, kết án tù, hãm hiếp, lợi dụng và phải chịu điều kiện y tế thấp kém. Ước tính hàng trăm ngàn người đã bị tàn sát, bỏ đói và bị bắt lao động khổ sai. Hàng triệu người khác bị lưu đày. Giới trẻ từ thành phố bị buộc phải rời đến vùng nông thôn và bị cải tạo, "giáo dục" theo đường lối ca ngợi Đảng Cộng sản.
Trong cuộc cách mạng văn hóa, một "đội quân" bao gồm các học sinh, sinh viên mang tên Hồng vệ binh được sử dụng để khai trừ những người bị cho là "phản cách mạng". Tháng 8 năm 1966, hơn 100 giáo viên đã bị chính học sinh của mình giết hại tại phía Tây của Bắc Kinh.
Một trong những nạn nhân nổi bật trong cuộc cách mạng văn hóa là cô Lâm Chiêu (林昭, Lin Zhao). Sau khi trải qua Nạn đói lớn do những chính sách sai lầm của Mao, cô xuất bản một tờ báo không công khai chỉ trích những chính sách của Đảng Cộng sản. Sau đó, cô bị bắt giam 20 năm tù, bị đánh đập và tra tấn dã man. Năm 1966, thời gian khởi điểm của cuộc cách mạng văn hóa, cô bị kết án tử hình vì bốn tội danh: "1. Tấn công, chửi rủa và phê phán Đảng Cộng sản vĩ đại của chúng ta và Chủ tịch Mao Trạch Đông vĩ đại... 2. Có thái độ phê phán chế độ chuyên chế và xã hội chủ nghĩa... 3. Công khai hô hào những khẩu hiệu phản kháng, chống lại án tù, khích động tù nhân nổi loạn, và có những hành động đe dọa để trả thù cho việc bị kết tội xử hình phản cách mạng... 4. Liên tục giữ thái độ từ chối tội danh, từ chối cải tạo giáo dục và từ chối cải cách..." Năm 1968, cô bị xử tử bằng súng; gia đình cô Chiêu không hề biết đến chuyện này cho tới khi một sĩ quan Đảng Cộng sản tới nhà mẹ của cô để thu năm xu tiền mua viên đạn dùng để bắn cô Chiêu.
Ngoài những vụ thanh trừng đối thủ chính trị, cuộc cách mạng văn hóa còn nhằm vào các dân tộc thiểu số trên Trung Hoa đại lục. Tại tỉnh Nội Mông Cổ, hơn 790.000 người Mông Cổ bị bắt, trong đó 22.900 người bị đánh đập tới chết. Năm 1975, tại tỉnh Vân Nam đã diễn ra một cuộc thảm sát 1.600 người Hồi theo đạo Hồi. Tại các tỉnh Đông Bắc Trung Quốc, các trường học của người Triều Tiên bị phá hủy. Những người dân Tây Tạng cũng lâm vào cảnh tương tự, họ bị bắt giữ, đàn áp và tra tấn; đến cuối năm 1979, gần 600.000 nhà sư và ni cô Phật giáo Tây Tạng bị giết chết hoặc tra tấn đến nỗi cơ thể bị dị dạng.

### Giai đoạn hậu Mao Trạch Đông

#### Sự kiện Thiên An Môn (1989)
Sự kiện Thiên An Môn (hay còn được gọi là Sự kiện ngày 4 tháng 6 六四事件, Thảm sát Quảng trường Thiên An Môn hoặc Phong trào Dân chủ năm 1989 八九民运) là một chuỗi các cuộc biểu tình của sinh viên, trí thức và quần chúng (đứng đầu là các sinh viên) tại Quảng trường Thiên An Môn, Bắc Kinh, Trung Quốc, kéo dài từ ngày 15 tháng 4 đến 4 tháng 6 năm 1989. Quần chúng biểu tình đòi hỏi "một đảng Cộng sản không tham nhũng", yêu cầu tự do ngôn luận, tự do báo chí và một xã hội dân chủ. Tại đỉnh điểm của cuộc biểu tình, có tới một triệu người tụ tập tại Thiên An Môn để phản đối vấn nạn tham nhũng của chính quyền. Không chỉ tại Bắc Kinh mà cuộc biểu tình còn có sức lan tỏa rộng khắp Trung Quốc đại lục, các thành phố lớn khác (Thượng Hải, Hồng Kông...) và cả bên ngoài Trung Quốc.

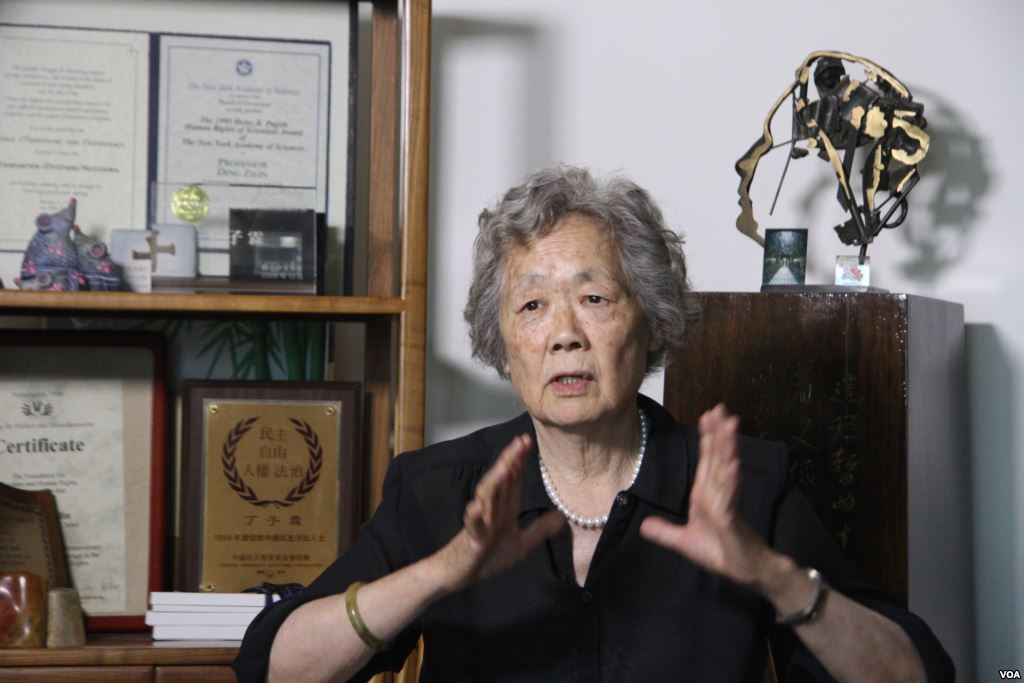
Bà Đinh Tử Linh (sinh 1936) (丁子霖; Ding Zilin) có con là sinh viên bị giết tại Quảng trường Thiên An Môn. Sau đó, cô đã liên tục yêu cầu chính quyền thực hiện một chế độ dân chủ hơn. Từ đó, bà liên tục bị Chính quyền Trung Quốc bắt giam và cảnh cáo.

Chính phủ Trung Quốc quyết định giải tán biểu tình bằng vũ lực: hơn 250.000 tiểu đội đã được điều động đến Bắc Kinh bằng được bộ và đường không. Ban đầu, hàng chục nghìn người biểu tình đã bao vây Bắc Kinh, chặn đứng quân đội và còn thúc giục họ cùng tham gia biểu tình. Chính phủ nhận ra rằng phương pháp này không hiệu quả, do đó đã điều động các toán quân rút ra ngoại thành Bắc Kinh, trong khi các phong trào biểu tình ngày càng mạnh mẽ hơn, đỉnh điểm là các ngày từ 1 đến 3 tháng 6 năm 1989. Cuối cùng, Đảng Cộng sản Trung Quốc quyết định tấn công Thiên An Môn: tối ngày 3 tháng 6, nhiều xe bọc thép cùng quân đội vũ trang được trang bị súng trường tiến vào quảng trường cùng với các xe ủi. Hàng ngàn người đã cố gắng bao vây, phản kháng lại quân đội, song bị bắn chết ngay trên quảng trường. Các nhân chứng, gồm phóng viên Kate Adie của Đài Truyền hình Vương quốc Anh đã xác nhận những hành động "bắn bừa bãi" của quân đội trong Quảng trường Thiên An Môn, các xe ủi cán nát cả xe cộ lẫn những người tháo chạy, nhiều người van xin song cũng bị bắn hoặc đánh đập bằng dùi cui.
Tới 4 giờ sáng ngày 4 tháng 6, sau cuộc thỏa hiệp giữa sinh viên và chính phủ, quân đội quyết định dọn dẹp lại quảng trường. Tuy vậy, phần lớn sinh viên vẫn kiên quyết tiếp tục biểu tình tại Quảng trường. Quân đội lúc này bắt đầu dọn dẹp lại Thiên An Môn, ngoài ra còn đánh đập các sinh viên và thu hồi, phá hủy những đoạn phim quay được và đe dọa "Nếu không cút đi hậu quả sẽ rất tệ." Đến tầm 5-6 giờ sáng, các sinh viên bắt đầu rút khỏi Quảng trường, nắm tay nhau và hát vang bài Quốc tế ca trên Đại lộ Trường An. Tuy vậy, quân đội vẫn tiếp tục bắn hạ vài sinh viên cùng với những người khác là phụ huynh của họ trên Đại lộ. Quảng trường Thiên An Môn sau đó đã bị quân đội phong tỏa hai tuần.
Vụ việc bị phanh phui tới cộng đồng quốc tế ngày 5 tháng 6 năm 1989, một ngày sau khi vụ tấn công đẫm máu xảy ra trên quảng trường. Chính phủ Trung Quốc thừa nhận rằng đã giết 300 người và làm bị thương 2.000 dân thường. Tuy vậy, các nguồn từ quốc tế ước tính số người chết cao hơn các báo cáo chính thức của Trung Quốc: tờ The New York Times ước tính có hơn 400-800 người chết, còn thời báo Time ước tính hơn 2.600 người bị thiệt mạng. Sau sự kiện Thiên An Môn, các vụ giam giữ, tra tấn và quấy rối những người có liên quan đến các sinh viên bị giết vẫn diễn ra, bao gồm có các bậc phụ huynh của họ.

#### Đàn áp Pháp Luân Công (1999-nay)
Pháp Luân Công là một môn khí công được truyền bá bởi Lý Hồng Chí vào Trung Quốc đại lục năm 1992, ngay lập tức môn khí công này được người dân Trung Quốc ưa chuộng và được chính quyền ủng hộ. Tuy vậy, tới năm 1996, mối quan hệ giữa Pháp Luân Công và chính quyền trở nên căng thẳng khi Lý Hồng Chí phản đối những chính sách chuộc lợi từ Pháp Luân Công của Hội nghiên cứu khoa học khí công Trung Quốc, cũng như phản đối yêu cầu trở thành một nhánh của Đảng Cộng sản. Sau đó, chính quyền bắt đầu hạn chế việc thực hành Pháp Luân Công, cấm xuất bản những cuốn sách dạy môn khí công này từ tháng 7 năm 1996. Cuối cùng, vào tháng 4 năm 1999, chủ tịch Đảng Cộng sản Trung Quốc bấy giờ là Giang Trạch Dân chính thức khởi xướng cuộc đàn áp Pháp Luân Công. Những học viên Pháp Luân Công bị tra tấn dã man, nhiều người bị bắt giữ vô cớ, bị bỏ tù và bị đưa vào Phòng 610 ("Phòng 610" là nơi mà chính quyền Trung Quốc lập nên để tra tấn và giết những học viên Pháp Luân Công). Những phương thức tra tấn bao gồm: giật điện, trói tay chân, bị cùm xích, không cho ngủ, ép ăn hoặc bỏ đói, lạm dụng tình dục, hãm hiếp, khủng bố tinh thần, nhúng xuống hầm nước, và nhiều phương thức khác. Nhiều học viên là trẻ em cũng không phải là ngoại lệ, chúng cũng bị tra tấn như người lớn. Nhiều học viên là phụ nữ đang mang thai bị ép phá thai hết sức tàn bạo.
Ngoài tra tấn, nhiều trường hợp học viên Pháp Luân Công bị mổ nội tạng khi còn sống để cung cấp cho ngành cấy ghép sinh học của Trung Quốc. Theo ước tính, hơn 41.500 ca cấy ghép nội tạng của Trung Quốc từ năm 2000-2005 không có được giải thích kỹ lưỡng và cho rằng rất có thể những bộ phận đó được lấy từ những học viên Pháp Luân Công. Không chỉ đàn áp những học viên trong nước, chính quyền Trung Quốc còn liên tiếp cảnh cáo những học viên Pháp Luân Công hải ngoại và cử gián điệp theo dõi những người Trung Quốc tại Úc, Mỹ... để theo dõi sát sao. Ít nhất 2.000 học viên Pháp Luân Công đã bị giết chết từ năm 2000-2009 và hàng ngàn người đang bị giam giữ.

## Việt Nam Dân chủ Cộng hòa (1954–1975)
Tháng 11 năm 1953, chính phủ Việt Nam Dân chủ Cộng hòa ở miền Bắc Việt Nam tiến hành cải cách ruộng đất, trong đó, theo Steven Rosefielde, là "nhằm mục đích tiêu diệt kẻ thù giai cấp." 
Cuộc cải cách được tiến hành trên sự can thiệp, thúc ép của cố vấn Trung Quốc. Địa chủ được các cán bộ Việt Minh lựa chọn một cách tùy ý rồi đưa ra trước quần chúng để họ đấu tố, phần lớn bị oan sau khi lấy hạn ngạch 4-5 phần trăm tra tấn được sử dụng trên quy mô rộng và rất nhiều, để đến năm 1954 Hồ Chí Minh đã phải can dự và tuyên bố dừng.